# مصر في الألعاب البارالمبية الصيفية 1980
شاركت مصر في الألعاب البارالمبية الصيفية 1980 في آرنم بهولندا، بوفد رياضي قوامه 33 تحصل على 14 ميداليات.

## مقالات ذات صلة
- مصر في الألعاب الأولمبية الصيفية 1988